# Leiocithara translucens
Leiocithara translucens é uma espécie de gastrópode do gênero Leiocithara, pertencente a família Mangeliidae.